# Kolono-Mîkolaiivka, Vasîlkivka
Kolono-Mîkolaiivka (în ucraineană Колоно-Миколаївка) este un sat în comuna Bohdanivka din raionul Vasîlkivka, regiunea Dnipropetrovsk, Ucraina.

## Demografie
Componența lingvistică a localității Kolono-Mîkolaiivka
     Ucraineană (90,05%)
     Rusă (6,28%)
     Alte limbi (0,52%)
Conform recensământului din 2001, majoritatea populației localității Kolono-Mîkolaiivka era vorbitoare de ucraineană (90,05%), existând în minoritate și vorbitori de rusă (6,28%).